# Boletus leptospermi
Espèce
Boletus leptospermi, en français Bolet des Leptospermum ou Bolet des arbres à thé, est une espèce de champignons du genre Boletus dans la famille des Boletaceae. Il pousse en Australie et en Nouvelle-Zélande dans les buissons de Leptospermum. Il est proche phylogénétiquement de Boletus subtomentosus et de Boletus lanatus.[réf. nécessaire]

## Taxinomie
Boletus leptospermi McNabb 1968.

## Description
Hyménophore brun ; hyménium à tubes crème, bleuissant au toucher ; pied brun.

## Écologie, habitat et distribution
Ce champignon pousse en automne au pied des buissons de Leptospermum en Australie et Nouvelle-Zélande.